# Ezio Marano
Ezio Marano (* 6. August 1927 in Brescia; † 26. April 1991 in Rom) war ein italienischer Schauspieler.
Marano war zunächst Bühnenschauspieler. So spielte er in Stücken von Renzo Rosso, Bertolt Brecht und Luigi Pirandello, bis er für das italienische Fernsehen und von 1968 bis 1986 auch für Kinofilme arbeitete. Dabei war er weder auf Rollen noch auf Genres festgelegt; er spielte in Horrorfilmen wie in Komödien. Sein Pseudonym war Alan Abbott.
Bekannt wurden seine Filmauftritte neben Bud Spencer und Terence Hill in Die rechte und die linke Hand des Teufels und Zwei außer Rand und Band, in Die Ermordung Matteottis, Der Tollwütige und in Ginger und Fred, seinem letzten Film.

## Filmografie (Auswahl)
- 1970: Die rechte und die linke Hand des Teufels (Lo chiamavano Trinità)
- 1971: Eine merkwürdige Liebe (Questa specie d'amore)
- 1971: Der schwarze Leib der Tarantel (La tarantola dal ventre nero)
- 1971: Der Weg der Arbeiterklasse ins Paradies (La classe operaia va in paradiso)
- 1972: Ein Hosianna für zwei Halunken (Trinità e Sartana figli di…)
- 1972: 100 Fäuste und ein Vaterunser (Alleluja e Sartana, figli di… Dio)
- 1973: Die Ermordung Matteottis (Il delitto Matteotti)
- 1974: Die Teufelsschlucht der wilden Wölfe (Il ritorno di Zanna Bianca)
- 1976: Schlitzohren im Manöver (La campagnola bella)
- 1976: Zwei außer Rand und Band (I due superpiedi quasi piatti)
- 1977: Der Tollwütige (La belva col mitra)
- 1986: Ginger und Fred (Ginger e Fred)